# Vico C: la vida del Filósofo
Vico C: La Vida del Filósofo es una película puertorriqueña biográfica que narra la historia del pionero de la música urbana en español, Vico C.
El largometraje relata los humildes comienzos del artista hasta su salto a la fama internacional, las duras experiencias que vivió y el giro que dio su música al verse inmerso en el mundo de las drogas y salir gracias al cristianismo.

## Críticas
La película contó con la dirección de Eduardo "Transfor" Ortíz, quién tiene en su haber las películas "Los Domirriqueños" (2015) y "Que joyitas" (2011), por lo cual, se esperaba una película balanceada entre comedia, drama y mantuviese la seriedad al contar las vivencias de una persona reconocida en Puerto Rico, el resultado, buena recepción por parte del público.
Algunos críticos, la encontraron desordenada, y consideraron que la historia del filósofo, podía contarse mejor.
El hijo de Vico C, conocido como Luis Lozada Jr. "LoUPz", confiesa que participó en un casting como cualquier actor que solicita un protagónico, tuvo que hacer el esfuerzo y todo lo necesario para ganarlo,  asimismo, gracias al parecido con su progenitor, el público aplaudió la decisión de que haya sido LoUPz quien interpretase el papel.
En los créditos de la película, se puede ver a Vico C anunciando nuevos proyectos musicales y a Denise Quiñones, Gilberto Santa Rosa, Tego Calderón, Carlos Delgado, Amaury Nolasco, Willy Rodríguez y Boris Bidraut, entre otras personalidades, compartir experiencias vividas con el artista y el impacto que ha generado su música en ellos.

## Estreno y publicación
Fue estrenada en el Festival de Cine Latino de San Diego en marzo de 2017 y en Puerto Rico y República Dominicana meses después.
En 2021, la película llegó al catálogo de Netflix.

## Reparto
| Actor                  | Personaje interpretado | Rol              |
| ---------------------- | ---------------------- | ---------------- |
| Luis A. Lozada Jr.     | Vico C (joven)         |                  |
| Mariangelie Vélez      | Sonia                  | Esposa de Vico C |
| Cesar Farrait          | Rafi                   | Padre de Vico C  |
| Nore-Liz Latorre       | Margarita              | Madre de Vico C  |
| Xavier Antonio Morales | DJ Negro               |                  |
| Luisa Benítez          | Millie                 |                  |
| Osvaldo Otero          | Miguel Correa          |                  |
| Bryan Reyes Gago       | Chapulín               |                  |